# جشمة مورد برابر (كوهمرة خامي)
جشمة مورد برابر (بالفارسية: چشمه مورد برابر) هي قرية تقع في إيران في قسم كوهمرة خامي الريفي. يقدر عدد سكانها بـ 0 نسمة بحسب إحصاء 2016.